# كارلو كافيرو

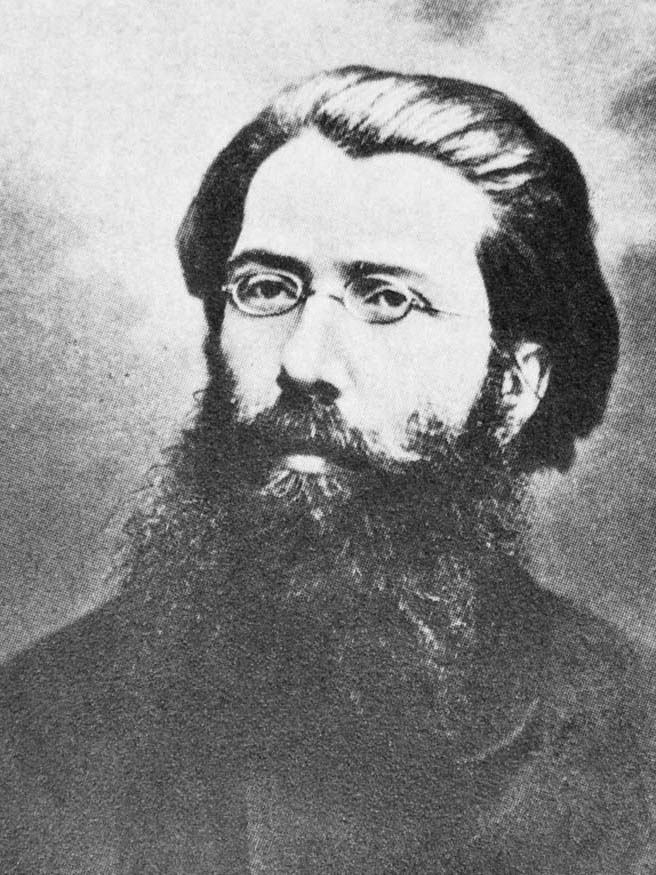
كارلو كافيرو، اللاسلطوي إيطالي

كارلو كافيرو (1 سبتمبر 1846-17 يوليو 1892) لاسلطوي إيطالي، بطل ميخائيل باكونين خلال النصف الثاني من القرن التاسع عشر، وأحد المؤيدين الرئيسيين للشيوعية اللاسلطوية، واللاسلطوية التمردية خلال الأممية الأولى.

## سيرته الذاتية

### التحول إلى اللاسلطوية
أمضى كافيرو أكثر من عام في إيطاليا بصفته ممثلًا لماركس وإنجلز لعرقلة تأثير اللاسلطوية. لكن بفضل الاتصال الذي أجراه مع جوزيبي فانيلي، انحاز إلى باكونين وأتباعه الإيطاليين. في أوائل عام 1872 صدر العدد الأول من صحيفة لا كامبانا التي كتب لها كافيرو وتبرع لنشرها. في العام نفسه، التقى باكونين في لوكارنو وقضى شهرًا معه، وناقش معه أفكار باكونين واعتراضاته على ما اعتبره باكونين سلطوية ماركس وإنجلز، وفاز بكافيرو في نهاية قضيته. في صيف عام 1873، وبمساعدة كافيرو، نُفذ المشروع القديم، وهو إنشاء مركز دولي للثورة في إيطاليا والعالم. باع كافيرو جميع أراضيه الموروثة، واشترى مزرعة في سويسرا حيث يمكن أن يعيش باكونين. سمي هذا المركز لابارونانتا، وشكّل أيضًا ملجأ آمنًا للثوار المضطهدين من قبل حكوماتهم المعنية. في عام 1875 ذهب كافيرو إلى ميلانو وانضم إلى هيئة تحرير أول صحيفة اشتراكية يومية، سميت لابليبي ومحررها إنريكو بينامي. في جنازة جوزيبي فانيلي في عام 1877، قال كافيرو: «يا أصدقائي، دعونا نسرع في الثورة قدر الإمكان، لأن أعداءنا، كما ترون، يتركوننا نموت هكذا -في السجن أو في المنفى، أو مجنونين بالحزن». في تقرير قدمه عام 1880 إلى كونغرس اتحاد الجورا للأممية المناهضة للسلطوية، بعنوان «اللاسلطوية والشيوعية»، قال كافيرو:
في حين أن الثروة المشتركة منتشرة في جميع أنحاء الكوكب وتنتمي إلى البشرية جمعاء، فإن أولئك الذين يصادف أن تكون الثروة في متناولهم وفي وضع يمكنهم من الاستفادة منها، سوف يستفيدون منها بشكل مشترك. كجزء من الإنسانية، سيستعملون هنا، في الواقع ومباشرة، حقوقهم في جزء من ثروة البشرية. لكن إذا زار أحد سكان بكين هذا البلد، فسيتمتع بنفس الحقوق التي يتمتع بها الآخرون، كما سيتمتع بجميع ثروات البلاد، تمامًا كما كان في بكين.
في أبريل 1877 بدأ كافيرو، وإريكو مالاتيستا، وبيترو سيكاريلي، والروسي سيرجي ستيبنياك كرافشينسكيت و30 من الرفاق الآخرين تمردًا في مقاطعة بينيفينتو. استولوا على قرية ليتينو دون صراع واستقبلوا بحماس كبير. وزِعت الأسلحة والسلع المصادرة بين الناس، وأعيدت أموال الضرائب، وأتلِفت الوثائق الرسمية. شرح كافيرو بلهجتهم أفكار اللاسلطوية، والحرية، والعدالة، والمجتمع الجديد دون الدولة، والسادة، والخدم، والجنود، والمالكين. أقنعت تصريحاته كاهن الرعية، الذي أوضح لرعيته أن الأمميين هم «الرسل الحقيقيون الذين أرسلهم الرب». استولوا على قرية جالو بالطريقة نفسها في اليوم التالي. لكن أثناء مغادرتهم جالو، فاجأت القوات الحكومية الأمميين وحاصرتهم وقبضت عليهم جميعًا. سجنوا لأكثر من عام قبل تقديمهم للمحاكمة، أخلي سبيل جميع المتهمين في النهاية في أغسطس 1878.
خلال فترة سجنه، لم تتوقف اتصالاته مع الأممية، وكتب كافيرو أشهر أعماله بعنوان خلاصة وافية لرأس المال، ونشرها في عام 1879 ناشرو مجلة لابليبي في ميلانو. نال العمل التقدير والثناء من قبل كارل ماركس، مؤلف الكتاب الأصلي، الذي وجده متفوقًا على الأعمال المماثلة الأخرى. كتِب الكتاب من أجل تقديم نظرية رأس المال للطلاب، والعمال المتعلمين، والملاك الصغار. في عام 1878 لم يكن كافيرو قادرًا على العودة إلى إيطاليا بسبب محاولة جوفاني باسانانتي فرض قمع قوي ضد الجمهوريين والأمميين، وعاش في مرسيليا، حيث عمل طباخًا وعاملًا في حوض السفن. في أكتوبر اعتقِل مع مالاتيستا، ثم أطلق سراحه ورُحل من فرنسا. ذهب إلى سويسرا حيث التقى ببيتر كروبوتكين. بالتعاون مع إليزيه ريكلو، روج لنشر مقال باكونين عن الله والدولة. خيب أندريا كوستا، الذي هجر المعسكر اللاسلطوي بالانتقال إلى الاشتراكية البرلمانية والقانونية، آمال كافيرو، الذي وصفه بأنه «مرتد وخائن للإيمان الثوري والشعب». بعد اعتقاله وإطلاق سراحه في عام 1881، ذهب كافيرو إلى لندن، حيث مكث هناك لفترة طويلة. هناك كان ضحية مرض غريب مصحوب بمشاعر الاضطهاد. لقد رأى الجواسيس في كل مكان وخاف من الهاتف الذي ظهر للتو في العالم. في مارس 1882، عاد إلى إيطاليا، معربًا عن رغبته في المشاركة في الحملة الانتخابية القريبة. في 5 أبريل اعتقِل دون توجيه أي تهمة إليه. في 2 مايو، أثناء سجنه، وقع ضحية أزمة عقلية قوية وحاول الانتحار. انفجرت فضيحة رجل مجنون مسجون دون سبب، وأطلق سراح كافيرو. خيروه بين العيش في بارليتا، مسقط رأسه أو النفي إلى سويسرا.